# خوسيه دي لا باز هيريرا
خوسيه دي لا باز هيريرا (بالإسبانية: José de la Paz Herrera)‏ هو لاعب كرة قدم هندوراسي في مركز الوسط، ولد في 21 نوفمبر 1940 في سوليداد، الباراديسو ‏ في هندوراس. لعب مع أتلاتيكو إسبانيول ‏.

## وصلات خارجية
- خوسيه دي لا باز هيريرا على موقع قاعدة بيانات كرة القدم.إي يو (الإنجليزية)
- خوسيه دي لا باز هيريرا على موقع عالم كرة القدم.نت (الإنجليزية)